# Ring (canção)
"Ring" é uma canção da rapper americana Cardi B, para seu primeiro álbum de estúdio, Invasion of Privacy (2018), com vocais da cantora americana Kehlani. Foi escrito por Cardi B, Desmond Dennis, Jordan Thorpe, Kehlani e Nija Charles, junto com seus produtores Needlz e Scribz Riley. Ele entrou no número 28 da Billboard Hot 100 dos EUA na semana seguinte ao lançamento do álbum, marcando a música com a maior pontuação de Kehlani até agora. Foi enviado para as rádios contemporânea rítmica e urbana em 28 de agosto de 2018, como o quinto e último single do álbum. 

## Composição e letra
Descrito como uma " jam suave de R&B" por um editor da AllMusic, "Ring" mostra a protagonista em uma situação vulnerável, pois apresenta temas de desgosto e ciúmes. Na letra, Cardi expressa frustração com alguém importante que parou de contatá-la, enquanto mantinha seu orgulho. Um escritor do The Guardian interpretou a letra como explorando "a paranóia romântica contemporânea que vem dos smartphones".

## Vídeo musical
Cardi anunciou o lançamento do videoclipe no final de julho para o próximo mês. Dirigido por Mike Ho e lançado em 20 de agosto de 2018, o vídeo mostra o rapper em fios de telefone emaranhados, e os dois artistas realizando seus respectivos versos dentro de cabines telefônicas e em salas cinzentas, enquanto usam conjuntos de preto e prata. Em dezembro de 2018, recebeu mais de 100 milhões de visualizações no YouTube.

## Desempenho comercial
Nos Estados Unidos, "Ring" estreou no número 28 na Billboard Hot 100 na semana seguinte ao lançamento do álbum. Isso dá a Kehlani sua primeira música de sucesso entre os 40 melhores e a mais alta até o momento. Com o lançamento do videoclipe, ele voltou a entrar no Hot 100 na edição de gráfico datada de 1 de setembro de 2018 para uma quinta semana de gráficos e retornou ao top 40 na 15ª semana de gráficos.

### Tabelas semanais
| Tabela musical (2018–19)               | Melhor posição |
| -------------------------------------- | -------------- |
| Canadá (Canadian Hot 100)              | 61             |
| Estados Unidos (Billboard 100)         | 28             |
| Estados Unidos (Hot R&B/Hip-Hop Songs) | 17             |
| Estados Unidos (Rhythmic Top 40)       | 2              |
| Nova Zelândia (Recorded Music NZ)      | 27             |

| Tabela musical (2018)                  | Posição |
| -------------------------------------- | ------- |
| Estados Unidos (Hot R&B/Hip-Hop Songs) | 61      |
| Estados Unidos (Rhythmic)              | 40      |
| Tabela musical (2019)                  | Posição |
| Estados Unidos (Hot R&B/Hip-Hop Songs) | 88      |

### Vendas e certificações
| Região                                                       | Certificação | Vendas     |
| ------------------------------------------------------------ | ------------ | ---------- |
| Canadá (Music Canada)                                        | Ouro         | 40,000‡    |
| Estados Unidos (RIAA)                                        | 2× Platina   | 2,000,000‡ |
| ‡vendas+valores de streaming baseados apenas na certificação |              |            |

## Histórico de lançamento
| País           | Data                 | Formato                     | Gravadora(s) |
| -------------- | -------------------- | --------------------------- | ------------ |
| Estados Unidos | 28 de agosto de 2018 | Rádio rítmico contemporâneo | KSR Atlantic |
| Estados Unidos | 28 de agosto de 2018 | Rádio urbano contemporâneo  | KSR Atlantic |